# Annemiek Lely
Annemiek Lely (Almelo, 1990) is een Nederlandse freelance programmamaker, schrijver en dramaturge. Ze is ambassadeur van de Nederlandse Hersenstichting en ze treedt op als ervaringsdeskundige betreffende recidiverende depressiviteit bij met name Koffietijd, de 5 uur show, #jesuisdepri en De Wereld Draait Door.
Lely is voorts auteur van Het koffertje van oom Tom, een beschouwende biografie over Tom Navis, een verzetsstrijder uit de Tweede Wereldoorlog. 

## Levensloop
Annemiek Lely werd geboren in Almelo. Haar vader Johan Lely is zoon van Margaretha Catherina (Katie) Navis, zus van Tom Navis, een oudoom waar Lely later onderzoek naar ging doen. De historie in de familie en nabijheid van Joodse bouwwerken in haar omgeving zou later haar nieuwsgierigheid wekken voor de geschiedenis van de Tweede Wereldoorlog en het Jodendom.
Lely verhuisde met haar ouders naar Apeldoorn waar ze opgroeide. Ze toonde van jongs af aan een groeiende interesse voor theater: ze volgde toneellessen, speelde in theaterproducties en met haar zakcenten ging ze naar voorstellingen.
Vanaf haar vijftiende begon Lely recidiverende depressiviteit te ontwikkelen, een genetisch aangelegde stoornis, dat haar leven flink verstoorde en uiteindelijk ook haar levensloop is gaan beïnvloedden. Met hulp en aangereikte tools leerde ze met deze stoornis te leven. Later werd ze ambassadeur van de Hersenstichting en Samen Sterk zonder Stigma om als ervaringsdeskundige het fenomeen van psychische klachten onder het publiek bekend te maken.
Lely studeerde Kunsten, Cultuur en Media met als hoofdvak theaterwetenschappen en specialisatie analyse en kritiek aan de Rijksuniversiteit Groningen. In 2016 is ze afgestudeerd op een tweejarige onderzoeksmaster Art Studies aan de Universiteit van Amsterdam.
Ze ging aan de slag als freelancer in de culturele sector voor onder andere Solo Stories, waar ze theaterinleider was; het Joods Cultureel Kwartier, Hermans weet Raad en Stichting Joodse Huizen.
Tegen haar dertigste ontdekte ze dat haar oudoom, Tom Navis, op die leeftijd omgekomen was in concentratiekamp Natzweiler-Struthof in de Franse Elzas. In een tijd waarin Corona het reguliere leven platlegde Lely ging op onderzoek, met als basis de koffer die Lely's oma, zus van Tom Navis, ongeopend op zolder had bewaard. Uit dit onderzoek volgde de beschouwende biografie over haar oudoom, Het koffertje van oom Tom.

## Werk

### Publicaties
- 2017: "Asselschestraat 94, Apeldoorn"  een verhaal over Jesaias Herz, in Joodse Huizen 3.[19]
- 2021: "Annemiek Lely over de zoektocht naar het verhaal van haar oom Tom", in Boegbeeld (4) 21 juli 2021[20]
- 2022: Het koffertje van oom Tom, Leiden: Uitgeverij Brooklyn.[21]

### Podcasts
- In Verzet, een vijfdelige podcastserie als aanvulling op Het koffertje van oom Tom.[18]
- Donkergrijze cellen en Tussen je oren, podcastseries voor de Hersenstichting.[22]
- De Hoofdpersonen[23]
- De Hoofdpijn podcast, podcastserie voor het Leids Universitair Medisch Centrum[24]

### Theater
Lely verzorgde de dramaturgie onder andere in;
- Lost Famine (2022)[25]
- Familie Vermi-Celli (2022)[26]
- Sjakie & Jopie (2023)[27]

## Erkenning
- Annemiek Lely werd in 2020 opgenomen in categorie 'Zorg & Onderwijs' van de Viva400-lijst, een jaarlijks podium georganiseerd door het tijdschrift Viva voor 400 succesvolle vrouwen die als rolmodel fungeren.[28][29]